# 阿让 (地区)
阿让，或按其作为阿让的形容词形式的名称音译作阿日奈（法語：[aʒ(ə)nɛ] ⓘ），又称阿日努瓦（法語：Agenois，法語發音：[aʒ(ə)nwa]），是历史上加斯科涅行省的一个区划，位于今新阿基坦大区。 

## 地理
该地区主要位于阿让附近，涵盖了加龙河右岸的洛特-加龍省，外加塔恩-加龙省的瓦朗斯县（Canton de Valence）与凯尔西地区蒙泰居县（Canton de Montaigu-de-Quercy），以及吉倫特省的大圣富瓦县（canton de Sainte-Foy-la-Grande）。 

## 主要城镇
- 洛特-加龍省：阿让、洛特河畔新城、菲梅勒、马尔芒德
- 塔恩-加龙省：凯尔西地区蒙泰居、瓦朗斯
- 吉伦特省：大圣富瓦